# Креспо, Даниэль Фернандес
Даниэль Фернандес Креспо (исп. Daniel Fernández Crespo; 28 апреля 1901, Либертад, Уругвай — 28 июля 1964, Монтевидео, Уругвай) — уругвайский государственный деятель, председатель Национального Совета Правительства Уругвая (1963—1964).

## Биография
Получил высшее патологическое образование, в 1921—1932 гг. работал учителем.
В 1932 г. был избран в Палату депутатов от Национальной партии, впоследствии стал сенатором. Активно работал над социальным законодательством: законе о рабочем страховании от несчастных случаев, о пенсионном обеспечении женщин, трудовом законодательстве и правовом статусе безработных и т. д..
В 1939—1942 гг. являлся президентом футбольного клуба Атлетико Агуада.
В 1954 г. он основал Националистическое Народное движение, став после ноябрьских выборов того же года лидером меньшинства в Национальном Совета Правительства Уругвая. В 1956 г. он участвовал в создании Демократического союза «Бланко». На выборах 1958 г. он был избран президентом муниципального Монтевидео, это был единственный случай, когда Национальная партия выиграла выборы в столице.
С 1963 г. — член, в 1963—1964 гг. — председатель Национального Совета Правительства Уругвая.
Являлся президентом футбольного клуба Ливерпуль (Мотевидео).